# Вім Метстеге
Вім Метстеге (нід. Wim Meutstege, нар. 28 липня 1952, Девентер) — нідерландський футболіст, що грав на позиції захисника.
Виступав, зокрема, за клуби «Спарта» та «Аякс», а також національну збірну Нідерландів.

## Клубна кар'єра
У дорослому футболі дебютував 1970 року виступами за команду клубу «Гоу Ехед Іглз», в якій провів один сезон,. 
Протягом 1971—1973 років захищав кольори команди клубу «Ексельсіор» (Роттердам).
Своєю грою за останню команду привернув увагу представників тренерського штабу клубу «Спарта», до складу якого приєднався 1973 року. Відіграв за команду з Роттердама наступні п'ять сезонів своєї ігрової кар'єри. Більшість часу, проведеного у складі «Спарти», був основним гравцем захисту команди.
У 1978 році перейшов до клубу «Аякс», за який відіграв 2 сезони. Граючи у складі «Аякса» також здебільшого виходив на поле в основному складі команди. Завершив професійну кар'єру футболіста виступами за команду «Аякс» у 1980 році.

## Виступи за збірну
У 1976 році провів свою єдину гру в складі національної збірної Нідерландів.
У складі збірної був учасником чемпіонату Європи 1976 року в Італії, на якому команда здобула бронзові нагороди.

## Досягнення
- Чемпіон Нідерландів: 1978–79, 1979–80
- Володар кубка Нідерландів: 1978–79